# Nya partiet
Nya partiet (Xīn Dăng) är ett politiskt parti i Taiwan (Republiken Kina).
Det bildades 1993 av avhoppare från Kuomintang, som man idag samarbetar med som del av den Pan-blå kraften. Denna koalition lade i valet, lördagen den 12 januari 2008, beslag på 86 av de 113 platserna i parlamentet.